# Еладіо Реєс
Еладіо Реєс (ісп. Eladio Reyes, нар. 8 січня 1948, Чинча-Альта) — перуанський футболіст, що грав на позиції нападника.
Виступав, зокрема, за клуби «Альянса Ліма» та «Депортіво Калі», а також національну збірну Перу, з якою був учасником чемпіонату світу 1970 року.

## Клубна кар'єра
У дорослому футболі дебютував 1965 року виступами за команду «Альянса Ліма», в якій провів три сезони і в першому з них став чемпіоном Перу.
Своєю грою за цю команду привернув увагу представників тренерського штабу клубу «Хуан Ауріч», до складу якого приєднався 1968 року. Відіграв за команду з Чиклайо наступні три сезони своєї ігрової кар'єри. Згодом з 1968 року грав у складі інших місцевих команд «Хуан Ауріч», «Дефенсор Ліма» та «Депортіво Мунісіпаль».
У 1974 році він поїхав до Колумбії, ставши гравцем «Депортіво Калі», з яким того ж року виграв національний чемпіонат, а пізніше виступав за мексиканський «Веракрус», після чого повернувся на батьківщину і пограв за «Депортіво Мунісіпаль» і «Сьєнсіано».
1977 року Еладіо виступав за венесуельське «Депортіво Галісія», а завершив ігрову кар'єру на батьківщині у команді «Уніон Уараль», за яку виступав протягом 1978 року.

## Виступи за збірну
18 серпня 1968 року дебютував в офіційних іграх у складі національної збірної Перу в матчі Кубка Пасіфіко проти Чилі (1:2).
У складі збірної був учасником чемпіонату світу 1970 року у Мексиці. У цьому турнірі він зіграв у програному чвертьфіналі проти майбутніх переможців турніру, збірної Бразилії (2:4).
Після «мундіалю» за збірну більше не грав. Загалом протягом кар'єри у національній команді, яка тривала 3 роки, провів у її формі 7 матчів.

## Титули і досягнення
- Чемпіон Перу (1):

«Альянса Ліма»: 1965
- Чемпіон Колумбії (1):

«Депортіво Калі»: 1974